# Schlitteur
Cet article possède un paronyme, voir Schlitter (homonymie).

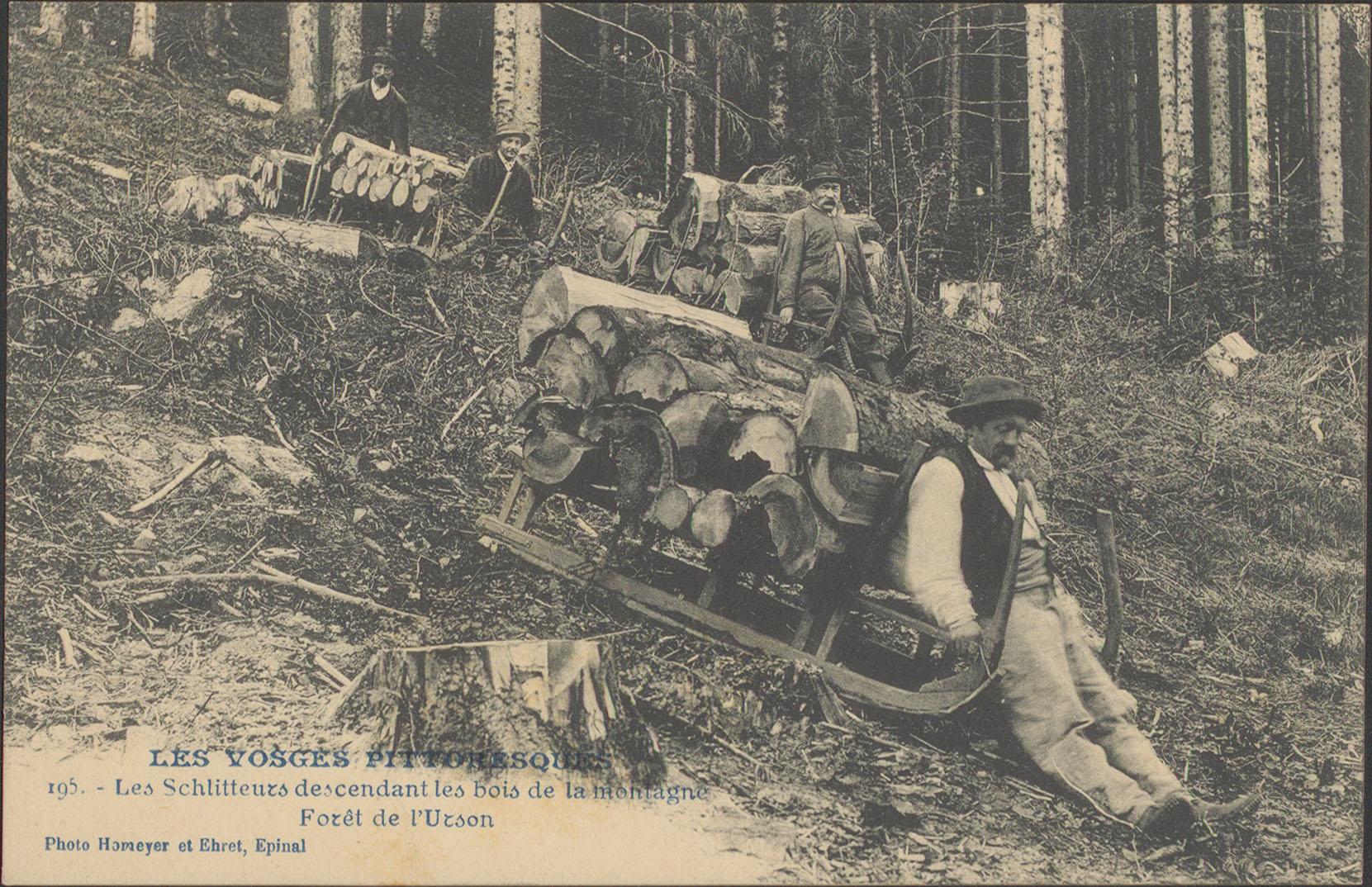
Carte postale ancienne (éd. Homeyer et Ehret) représentant des schlitteurs dans les forêts vosgiennes.

Le schlitteur est l'homme qui conduit la schlitte.